# 関西テレビ制作火曜夜9時枠の連続ドラマ
関西テレビ制作火曜夜9時枠の連続ドラマは、関西テレビ放送（KTV・カンテレ）を制作局として、2016年10月11日から2021年9月14日までフジテレビ系列で日本時間の火曜日21:00 - 21:54枠で放送されていた日本の連続ドラマ枠。通称、火9ドラマ。

## 概要
これまで関西テレビは、1996年4月から2016年9月まで20年半に渡り、火曜22時台（通称『火10』）の枠でテレビドラマを放送していた。しかし、2000年代後半以降は視聴率の低迷に加え、2007年度に日本テレビが『火曜ドラマ』、2011年度にNHK総合テレビが『ドラマ10』、2014年度にTBSテレビが『火曜ドラマ』を新設。特にTBSテレビが高視聴率・話題作を連発するようになったことで更に苦境に立たされることになった。この状況を受け、関西テレビがバラエティ枠に充てていた火曜21時台をドラマ枠に転換する形で開始することになった。なお、これまでの『火10』枠は、関西テレビ制作のバラエティー枠に転換され（事実上の枠交換）、『COOL TV』枠で放送されていた『有吉弘行のダレトク!?』を時間拡大のうえで枠移動となった。これにより火曜日に関西テレビでレギュラー放送されている番組は2021年4月以降、ゴールデン・プライムタイム枠、23時からの30分の深夜バラエティ番組まで、全て自社制作となった。
フジテレビ系列としては、火曜21時台でのドラマはフジテレビ火曜9時枠の連続ドラマ（通称：火9）以来1年半ぶりとなる。それに引き続き、本枠も「火9」と呼ばれることがある。また、関西テレビ制作のドラマが火曜21時台に放送されるのは、1965年10月 - 1966年3月放送の単発30分ドラマ枠『松本清張シリーズ』以来実に50年半ぶりで、「連続」および「1時間」は史上初となる。
スポンサーについても体裁上22時台に移動したバラエティ枠と交換しており、ヒッチハイクとして小林製薬のCMが流れている。かつては、カウキャッチャーとしてロート製薬のCMが開始当初から2020年9月まで流れていたが、2020年10月期は出演者枠として第一三共ヘルスケアのCMに交代。2021年1月期からカウキャッチャーは廃止された。
この枠で放送される作品のジャンルは、サスペンスや刑事ドラマが多い。
関東地区では裏番組として、日本テレビ『ザ!世界仰天ニュース』やTBSテレビ『マツコの知らない世界』、テレビ東京『開運!なんでも鑑定団』といった人気番組が放送されているため、視聴率が5%前後に落ち込むこともあり、毎クールで全話平均世帯視聴率が6%前後に低迷することも多い。一方で制作局・関西テレビのある関西地区では二桁に乗せることもあるため、西高東低が顕著である。本枠がドラマ枠になって以降も、改編期や年末年始にこの枠から2時間以上にわたる関西テレビ制作の特番を組むことがある（正月3が日など一部の例を除く）。
『明日の約束』から『10の秘密』までと『大豆田とわ子と三人の元夫』は、本編の放送終了後に「チェインストーリー」がGYAO!にて配信された。また『まだ結婚できない男』では、これまでは単発作品のみで行っていた視覚障害者向けのステレオ2方式解説放送をレギュラー放送でも実施した。
同シリーズは「火10」時代から引き続き、多くの作品は東京のプロダクションとの共同制作、ないしは東京支社のスタッフ主体で、東京メディアシティ（TMC）・レモンスタジオ含めた東京周辺のスタジオでの収録が主体となっていたが、2020年夏季クールは2025年日本国際博覧会を控え、京都市と神戸市を舞台に、その周辺を含めた関西で全編収録した連続ドラマを2本製作して放送すると発表した。1本目は京都市を舞台とした『探偵・由利麟太郎』で6月16日 - 7月14日に5回シリーズとして放送された。2本目は神戸市を舞台とした『DIVER-特殊潜入班-』で、当初4月14日から放送される予定だった東京収録の『竜の道 二つの顔の復讐者』の収録・放送が新型コロナウイルスの流行拡大に伴い制作進行の遅れなどが生じたことから、放送の順序を入れ替えて7月28日 - 9月15日に『竜の道』を放送した後に9月22日 - 10月20日に5回シリーズとして放送された。
2021年10月改編で本枠は関西テレビが制作を担当する月曜22時のバラエティ枠と交換する形で月曜22時台に移動した。月曜22時台にドラマ枠が設置されるのは1996年3月以来25年半ぶりとなる。これにより、本枠は2021年7月期の『彼女はキレイだった』を最後に廃枠となった。また、1996年4月から設定されたフジテレビ系列の火曜日の連続ドラマ枠「ゴールデン・プライムタイム」は一旦中断する。同年10月からは月曜22時台に放送していた『所JAPAN』が当枠に移動する。関西テレビ制作による番組の連続編成は維持され、フジテレビ系列の火曜日のバラエティ番組が連続する編成は1996年3月以来となる。また、フジテレビ系列の21時台ドラマ枠は2016年3月以来5年半ぶりに「月9」のみとなっていたが、2023年10月に「金9ドラマ」が新設され、再びフジテレビ系列の21時台ドラマ枠はの2枠となった。民放での火曜日の連続ドラマ枠はTBSテレビの火曜ドラマのみとなっていたが、2022年10月からテレビ朝日が『火曜9時ドラマ』として1年ぶりに復活することになった。更に、2023年4月からは同局制作の火曜23時台もバラエティ枠から連続ドラマ枠『火ドラ☆イレブン』に転換。1年半ぶりにフジテレビ系列の火曜日の連続ドラマ枠が復活することになった。
2024年10月改編で、フジテレビ制作の金曜21時枠が当時間帯に移動し、3年ぶりに火9ドラマが復活することになった。そのため、2015年4月から続いていた関西テレビが制作を担当する当枠は『アンタッチャブルの早速行ってみた。』を最後に終了することとなり、関西テレビによる連続自社制作はここまでとなった。
- 複数シリーズ作品（いずれも火曜22時台から継続）
  - 草彅剛・復讐シリーズ（2015年・2017年 2シリーズ継続）
主演 - 草彅剛
脚本 - 後藤法子
  - 結婚できない男（2006年・2019年 2シリーズ継続）
主演 - 阿部寛
脚本 - 尾崎将也
共同制作 - メディアミックス・ジャパン

- 映画化作品
  - シグナル 長期未解決事件捜査班（2018年 2021年映画化）
主演 - 坂口健太郎
原作 - 韓国ドラマ『シグナル』（tvN〈CJ ENM〉）
脚本 - 尾崎将也、大久保ともみ

- シリーズ終了
  - 2021年1月現在、該当作なし

- 単発
  - 2016年秋以降、上記を除く全作品

## 作品
原則、関西テレビの自社完全制作のため、「制作著作 8 カンテレ」とクレジットされている。ただし以下の制作会社記号が太字の作品は当該制作会社との共同制作作品のためクレジットが異なる（「制作 8 カンテレ」が上段、制作会社ロゴが下段）。
（初参画順。共同制作・制作協力共通）
- MM - メディアミックス・ジャパン（MMJ）

『メディカルチーム レディ・ダ・ヴィンチの診断』『まだ結婚できない男』で「制作 8 カンテレ、MMJ」とクレジットされている。この2作品はいずれも火10時代からMMJが参画しているため、火10時代と同じ体制を採った。
- GI - ジニアス
- HP - ホリプロ
- KT - 共同テレビジョン（共テレ）

『後妻業』『竜の道 二つの顔の復讐者』『彼女はキレイだった』で「制作 8 カンテレ、共テレ」とクレジットされている。本枠で初めてこの体制を採った『後妻業』の時点で共同テレビのクレジットは正式ロゴ（フジサンケイグループ統一書体）での「共同テレビ」から独自ロゴでの「共テレ」（2018年10月導入）に移行していたため、本枠で「制作 8 カンテレ、共同テレビ」とクレジットされた作品は存在しない。
- KF - ケイファクトリー

『青のSP―学校内警察・嶋田隆平―』で「制作 8 カンテレ、K Factory」とクレジットされている。
- TE - 東映
  - -K - 京都撮影所
- KM - カズモ

### 2010年代後半

#### 2016年
（1）『メディカルチーム レディ・ダ・ヴィンチの診断』
- 放送期間：10月11日 - 12月13日
- 放送回数：全10回
- 主演：吉田羊
- 脚本：田中眞一、長谷川徹
- 演出：星野和成、今井和久、小野浩司
- 主題歌：AI ｢ミラクル｣
- 制作：MM

#### 2017年
（2）『嘘の戦争』
- 放送期間：1月10日 - 3月14日
- 放送回数：全10回
- 主演：草彅剛
- 脚本：後藤法子
- 演出：三宅喜重、宝来忠昭、中西正茂

（3）『CRISIS 公安機動捜査隊特捜班』
- 放送期間：4月11日 - 6月13日
- 放送回数：全10回
- 主演：小栗旬
- 原案：金城一紀
- 脚本：金城一紀
- 演出：鈴木浩介、白木啓一郎
- 主題歌：Beverly「I need your love」
- 制作：GI

（4）『僕たちがやりました』
- 放送期間：7月18日 - 9月19日
- 放送回数：全10回
- 主演：窪田正孝
- 原作：金城宗幸・荒木光（講談社ヤンマガKC刊）
- 脚本：徳永友一
- 監督：新城毅彦、瑠東東一郎
- 演出：中西正茂
- 主題歌：DISH//「僕たちがやりました」
- オープニング：Mrs. GREEN APPLE「WanteD! WanteD!」
- 制作：HP

（5）『明日の約束』
- 放送期間：10月17日 - 12月19日
- 放送回数：全10回
- 主演：井上真央
- 脚本：古家和尚
- 演出：土方政人、小林義則
- 主題歌：東方神起 ｢Reboot｣
- 制作：KT
- 備考：本作よりチェインストーリー導入

#### 2018年
（6）『FINAL CUT』
- 放送期間：1月9日 - 3月13日
- 放送回数：全9回
- 主演：亀梨和也
- 脚本：金子ありさ
- 演出：三宅喜重、日暮謙
- 主題歌：KAT-TUN ｢Ask Yourself｣

（7）『シグナル 長期未解決事件捜査班』
- 放送期間：4月10日 - 6月12日
- 放送回数：全10回
- 主演：坂口健太郎
- 原作：『シグナル』（韓国tvN〈CJ ENM〉製作、Studio Dragon・ASTORY制作、脚本：キム・ウニ）
- 脚本：尾崎将也、大久保ともみ
- 演出：内片輝、鈴木浩介
- 主題歌：BTS ｢Don't Leave Me｣

（8）『健康で文化的な最低限度の生活』
- 放送期間：7月17日 - 9月18日
- 放送回数：全10回
- 主演：吉岡里帆
- 原作：柏木ハルコ（小学館ビッグコミックスピリッツ掲載）
- 脚本：矢島弘一、岸本鮎佳
- 演出：本橋圭太、小野浩司、大内隆弘
- 主題歌：AAA「Tomorrow」
- オープニング：安田レイ「Sunny」
- 制作：MM

（9）『僕らは奇跡でできている』
- 放送期間：10月9日 - 12月11日
- 放送回数：全10回
- 主演：高橋一生
- 脚本：橋部敦子
- 演出：河野圭太、星野和成
- 主題歌：SUPER BEAVER ｢予感｣
- オープニング：Shiggy Jr.「ピュアなソルジャー」
- 制作：KF

#### 2019年
（10）『後妻業』
- 放送期間：1月22日 - 3月19日
- 放送回数：全9回
- 主演：木村佳乃
- 原作：黒川博行
- 脚本：関えり香、阿相クミコ
- 演出：光野道夫、都築淳一、木村弥寿彦
- 主題歌：宮本浩次「冬の花」
- 制作：KT

（11）『パーフェクトワールド』
- 放送期間：4月16日 - 6月25日
- 放送回数：全10回
- 主演：松坂桃李
- 原作：有賀リエ（講談社コミックスKiss掲載）
- 脚本：中谷まゆみ
- 演出：三宅喜重、白木啓一郎
- 主題歌：菅田将暉「まちがいさがし」

（12）『TWO WEEKS』
- 放送期間：7月16日 - 9月17日
- 放送回数：全10回
- 主演：三浦春馬
- 原作：『TWO WEEKS』（韓国MBC製作、脚本：ソ・ヒョンギョン）
- 脚本：山浦雅大
- 演出：本橋圭太、木内健人
- 主題歌：三浦春馬「Fight for your heart」

（13）『まだ結婚できない男』
- 放送期間：10月8日 - 12月10日
- 放送回数：全10回
- 主演：阿部寛
- 脚本：尾崎将也
- 演出：三宅喜重、小松隆志、植田尚
- 主題歌：持田香織「まだスイミー」
- 制作：MM
- 備考：解説放送導入

### 2020年代前半

#### 2020年
（14）『10の秘密』
- 放送期間：1月14日 - 3月17日
- 放送回数：全10回
- 主演：向井理
- 脚本：後藤法子
- 演出：三宅喜重、宝来忠昭、中西正茂
- 主題歌：秋山黄色「モノローグ」
- オープニング：女王蜂 「BL」
- 備考：本作でチェインストーリー一旦終了

（15）『探偵・由利麟太郎』
- 放送期間：6月16日 - 7月14日
- 放送回数：全5回
- 主演：吉川晃司, 志尊淳
- 原作：横溝正史
- 脚本：小林弘利
- 演出：木村弥寿彦
- 主題歌：吉川晃司「焚き火」
- オープニング：吉川晃司「Brave Arrow」
- 制作：TE-K

（16）『竜の道 二つの顔の復讐者』
- 放送期間：7月28日 - 9月15日
- 放送回数：全8回
- 主演：玉木宏、高橋一生
- 原作：白川道
- 脚本：篠﨑絵里子
- 演出：城宝秀則、岩田和行、神谷楓
- 主題歌：SEKAI NO OWARI「umbrella」
- 制作：KT

（17）『DIVER-特殊潜入班-』
- 放送期間：9月22日 - 10月20日
- 放送回数：全5回
- 主演：福士蒼汰
- 原作：大沢俊太郎
- 脚本：宇田学
- 演出：宝来忠昭
- 主題歌：コブクロ「灯ル祈リ」
- 制作：GI

（18）『姉ちゃんの恋人』
- 放送期間：10月27日 - 12月22日
- 放送回数：全9回
- 主演：有村架純
- ナレーター：髙橋海人（King & Prince）
- 脚本：岡田惠和
- 演出：三宅喜重、本橋圭太、宝来忠昭
- 主題歌 : Mr.Children「Brand new planet」
- 制作：HP

#### 2021年
（19）『青のSP―学校内警察・嶋田隆平―』
- 放送期間：1月12日 - 3月16日
- 放送回数：全10回
- 主演：藤原竜也、真木よう子
- 原作：佐々木充郭
- 脚本：大石哲也、山岡潤平、小島聡一郎
- 演出：国本雅広、白川士、高橋貴司
- 主題歌：SHE'S「追い風」
- 制作：KF

（20）『大豆田とわ子と三人の元夫』
- 放送期間：4月13日 - 6月15日
- 放送回数：全10回
- 主演：松たか子
- 脚本：坂元裕二
- 主題歌：STUTS & 松たか子 with 3exes「Presence」
- 制作：KM
- 備考：チェインストーリーあり

（21/関西テレビ制作火曜夜9時枠の連続ドラマ最終作）『彼女はキレイだった』
- 放送期間：7月6日 - 9月14日
- 放送回数：全10回
- 主演：中島健人（Sexy Zone）、小芝風花
- 原作：『彼女はキレイだった』（韓国MBC製作、脚本：チョ・ソンヒ）
- 脚本：清水友佳子、三浦希紗
- 演出：紙谷楓、木下高男、松田祐輔
- 主題歌：Sexy Zone「夏のハイドレンジア」
- オープニング：Awesome City Club「夏の午後はコバルト」

- 制作：KT
- 備考：最終回は一部生放送

## ネット局
| 放送対象地域   | 放送局                    | 系列                                         | 放送日時           | ネット状況 | 備考      |
| -------------- | ------------------------- | -------------------------------------------- | ------------------ | ---------- | --------- |
| 近畿広域圏     | 関西テレビ（KTV）         | フジテレビ系列                               | 火曜 21:00 - 21:54 | 制作局     |           |
| 北海道         | 北海道文化放送（uhb）     | フジテレビ系列                               | 火曜 21:00 - 21:54 | 同時ネット |           |
| 岩手県         | 岩手めんこいテレビ（mit） | フジテレビ系列                               | 火曜 21:00 - 21:54 | 同時ネット |           |
| 宮城県         | 仙台放送（OX）            | フジテレビ系列                               | 火曜 21:00 - 21:54 | 同時ネット |           |
| 秋田県         | 秋田テレビ（AKT）         | フジテレビ系列                               | 火曜 21:00 - 21:54 | 同時ネット |           |
| 山形県         | さくらんぼテレビ（SAY）   | フジテレビ系列                               | 火曜 21:00 - 21:54 | 同時ネット |           |
| 福島県         | 福島テレビ（FTV）         | フジテレビ系列                               | 火曜 21:00 - 21:54 | 同時ネット |           |
| 関東広域圏     | フジテレビ（CX）          | フジテレビ系列                               | 火曜 21:00 - 21:54 | 同時ネット |           |
| 新潟県         | NST新潟総合テレビ（NST）  | フジテレビ系列                               | 火曜 21:00 - 21:54 | 同時ネット |           |
| 長野県         | 長野放送（NBS）           | フジテレビ系列                               | 火曜 21:00 - 21:54 | 同時ネット |           |
| 静岡県         | テレビ静岡（SUT）         | フジテレビ系列                               | 火曜 21:00 - 21:54 | 同時ネット |           |
| 富山県         | 富山テレビ（BBT）         | フジテレビ系列                               | 火曜 21:00 - 21:54 | 同時ネット |           |
| 石川県         | 石川テレビ（ITC）         | フジテレビ系列                               | 火曜 21:00 - 21:54 | 同時ネット |           |
| 福井県         | 福井テレビ（FTB）         | フジテレビ系列                               | 火曜 21:00 - 21:54 | 同時ネット |           |
| 中京広域圏     | 東海テレビ（THK）         | フジテレビ系列                               | 火曜 21:00 - 21:54 | 同時ネット |           |
| 島根県・鳥取県 | さんいん中央テレビ（TSK） | フジテレビ系列                               | 火曜 21:00 - 21:54 | 同時ネット |           |
| 岡山県・香川県 | 岡山放送（OHK）           | フジテレビ系列                               | 火曜 21:00 - 21:54 | 同時ネット |           |
| 広島県         | テレビ新広島（tss）       | フジテレビ系列                               | 火曜 21:00 - 21:54 | 同時ネット |           |
| 愛媛県         | テレビ愛媛（EBC）         | フジテレビ系列                               | 火曜 21:00 - 21:54 | 同時ネット |           |
| 高知県         | 高知さんさんテレビ（KSS） | フジテレビ系列                               | 火曜 21:00 - 21:54 | 同時ネット |           |
| 福岡県         | テレビ西日本（TNC）       | フジテレビ系列                               | 火曜 21:00 - 21:54 | 同時ネット |           |
| 佐賀県         | サガテレビ（STS）         | フジテレビ系列                               | 火曜 21:00 - 21:54 | 同時ネット |           |
| 長崎県         | テレビ長崎（KTN）         | フジテレビ系列                               | 火曜 21:00 - 21:54 | 同時ネット |           |
| 熊本県         | テレビくまもと（TKU）     | フジテレビ系列                               | 火曜 21:00 - 21:54 | 同時ネット |           |
| 大分県         | テレビ大分（TOS）         | 日本テレビ系列 フジテレビ系列                | 火曜 21:00 - 21:54 | 同時ネット |           |
| 宮崎県         | テレビ宮崎（UMK）         | フジテレビ系列 日本テレビ系列 テレビ朝日系列 | 火曜 21:00 - 21:54 | 同時ネット | [ 注 24 ] |
| 鹿児島県       | 鹿児島テレビ（KTS）       | フジテレビ系列                               | 火曜 21:00 - 21:54 | 同時ネット |           |
| 沖縄県         | 沖縄テレビ（OTV）         | フジテレビ系列                               | 火曜 21:00 - 21:54 | 同時ネット |           |
| 青森県         | 青森テレビ（ATV）         | TBS系列                                      | 主に平日午後       | 遅れネット | [ 注 25 ] |

### インターネット配信
最新話見逃し配信は関西テレビの放送日時基準のため、地上波放送の終了時刻が繰り下がった場合は、終了次第配信。遅れネット局は動画配信が先行する。
過去分はドラマ毎に配信元が異なるため、各記事を参照。
| 配信元         | 更新日時        | 配信期間 | 備考                               |
| -------------- | --------------- | -------- | ---------------------------------- |
| カンテレドーガ | 火曜 22:00 更新 | 7日      | 同時ネット局の最新話限定で無料配信 |
| TVer           | 火曜 22:00 更新 | 7日      | 同時ネット局の最新話限定で無料配信 |